# Lucky Luke (film, 1971)
Pour les articles homonymes, voir Lucky Luke (homonymie) et Daisy Town (homonymie).
Série Lucky Luke
La Ballade des Dalton
(1978)
Pour plus de détails, voir Fiche technique et Distribution.
Lucky Luke, ou Daisy Town, est un long métrage d'animation franco-belge réalisé par René Goscinny et Morris aux studios Belvision, sorti en décembre 1971. Lors de ses sorties en vidéo, le film est rebaptisé Daisy Town à la suite de son adaptation en bande dessinée sous ce titre en 1983, même si le titre reste Lucky Luke à l'écran. Le titre Daisy Town est également utilisé lors des diffusions télévisuelles. Il fait référence à l’ensemble de l’histoire racontée par le film, l’apparition d’une ville champignon dans le grand ouest puis la façon dont elle s’adapte aux troubles et attaques de bandits, puis d’indiens, et à la fin du film la façon dont la ville se vide, les habitants partant chercher de l’or ailleurs.

## Synopsis
Des pionniers se déplaçant en caravane de chariots bâchés, à la recherche d’un lieu où s’implanter, arrivent au bout de leur traversée des Grandes plaines et décident, à la vue d'une pâquerette, de construire leur ville : Daisy Town et ses maisons et commerces en bois voit le jour... en moins d’un jour.
Son saloon devient le paradis des joueurs de poker, des bagarreurs, mais aussi des danses traditionnelles au violon réunissant les pionniers et pionnières de la grande prairie.
Mais cette ville attire les bandits et ces derniers rendent la vie impossible dans ce coin de paradis naguère si calme. Arrive alors un cow-boy capable de remettre de l'ordre à Daisy Town : Lucky Luke. Nommé shérif, il va débarrasser la ville de tous ses hors-la-loi.
Plus tard il va aussi en chasser les Dalton, qui ont tenté de se faire élire shérif et juge de Daisy Town, et la défendre contre les Indiens, avec le renfort des tuniques bleues de l’US cavalry.

## Résumé détaillé
En traversant les plaines, un convoi de chariots croise une marguerite solitaire poussant dans un vaste terrain vague. Le chef de l'expédition décide que le reste du groupe établira sa nouvelle ville sur ce site. En l'honneur de la fleur, les citoyens nomment la nouvelle propriété « Daisy Town ». Cependant, à peine la ville terminée, elle commence à attirer toutes sortes de fauteurs de troubles et de hors-la-loi.
Un jour, Lucky Luke arrive en ville, monté sur son cheval, Jolly Jumper. Après avoir réglé la plupart des problèmes du saloon, Luke est attaqué alors qu'il cherche un endroit pour la nuit. Cependant, Luke s'occupe de tous les hors-la-loi. Ces actions ne passent pas inaperçues auprès des habitants. Le lendemain matin, le maire et plusieurs autres habitants vont rencontrer Luke pour lui demander s'il accepterait le poste de shérif de Daisy Town. Luke répond par un seul mot : « Ouaip ».
La paix semble revenue jusqu'à ce que la nouvelle de la présence des frères Dalton se répande dans les environs. Les Dalton se mettent à braquer des magasins et font même exploser l'hôtel. Luke tente d'inciter les habitants à les arrêter, mais la plupart d'entre eux se contentent de laisser faire les Dalton. Luke renonce alors à son poste de shérif.
Les Dalton décident de briguer des postes importants dans la ville. Joe Dalton se présente à la mairie, William Dalton à la magistrature et Jack Dalton au bureau du shérif. Lorsqu'Averell Dalton demande à quel poste il peut se présenter, les autres décident de le nommer simplement directeur de campagne. Luke en profite et monte Averell contre ses frères. Les quatre frères commencent à se battre et le vote est annulé.
Les Dalton, couverts de goudron et de plumes, quittent la ville. À quelque distance, ils sont abordés par des Indiens et emmenés en captivité. Pour se libérer, Joe Dalton raconte au chef de la tribu que l'arrivée des colons signifiera la fin de la prairie. Ses paroles incitent le chef à déclarer la guerre à Daisy Town. Cependant, la tribu trahit rapidement les Dalton en les emmenant en prison après que le chef eut vu une affiche de recherche les concernant, ce qui vaut à Joe d'être accusé par ses frères.
Lucky Luke parvient à apercevoir les préparatifs de guerre de la tribu et alerte les habitants. Luke élabore un plan pour faire croire aux Indiens que les colons abandonnent la ville, mais qu'ils chargeront les chariots conestoga d'hommes armés. Le plan fonctionne, et les Indiens tentent d'attaquer. Luke ordonne aux chariots de faire demi-tour, puis de faire demi-tour. Cet étrange spectacle se reproduit à plusieurs reprises. Le chef est pris de vertige à force de tourner sans cesse et convoque un pow-wow.
Un traité de paix est conclu et tout le monde célèbre l'événement. Le maire porte un toast au travail de Luke, proclamant l'avenir prometteur de Daisy Town. Cependant, à peine ce toast est-il prononcé qu'un homme arrive en ville en criant qu'on a trouvé de l'or dans les collines. À cette nouvelle, tous les habitants abandonnent Daisy Town, qui prend rapidement des allures de ville fantôme. Avant de partir, Lucky Luke cueille la marguerite au pied du panneau de la ville et la plante dans la crinière de Jolly Jumper. Le panneau tombe dans la poussière, tandis que Luke s'éloigne vers le soleil couchant.

## Fiche technique
- Titre : Lucky Luke
- Réalisation : René Goscinny et Morris
- Scénario : René Goscinny, Morris et Pierre Tchernia
- Musique : Claude Bolling
- Photographie : François Léonard
- Production : Raymond Leblanc, René Goscinny, Gerard Dargaud, Leon Zuratas
- Société de distribution : Les Artistes associés (United Artists) (France)
- Pays de production :  France et  Belgique
- Budget : 4,5 millions de francs[1] (soit environ 6 millions d'euros en 2024[2])
- Genre : western, animation
- Format : couleur - 35 mm - 4/3
- Durée : 71 minutes
- Dates de sortie :
  - France : 20 décembre 1971
  - Québec : 16 août 1972

## Distribution

### Voix originales françaises
- Marcel Bozzuffi : Lucky Luke
- Jean Berger : Jolly Jumper
- Rosy Varte : Lulu Carabine (dialogue)
- Nicole Croisille : Lulu Carabine (chant)
- Pierre Trabaud : Joe Dalton
- Jacques Balutin : William Dalton et celui qui parie 100 $ sur un des Dalton
- Jacques Jouanneau : Jack Dalton
- Pierre Tornade : Averell Dalton et celui qui parie 50 $ sur un des Dalton
- Jacques Fabbri : le maire
- Jacques Legras : le guichetier de la banque
- Roger Carel : Mathias Bones, le croque-mort, le vautour, le lieutenant de cavalerie, le vieux et le capitaine de la cavalerie
- Gérard Rinaldi[3] : le chanteur de Quadrille
- Jacques Bodoin : Clem
- Denise Bosc : Betsy
- Claude Dasset : le chef indien
- Georges Atlas : le barman
- Jacques Hilling : rédacteur en chef et sergent de cavalerie
- Pierre Tchernia : l'alcoolique (au début du film)
- André Legal : voix additionnelles

Sources : Planète Jeunesse, RS Doublage  et Allociné

## Personnages et idées
Le film a un scénario entièrement original mais reprend plusieurs idées et personnages des albums. Par exemple celle des frères Dalton tentant de se faire élire shérif et juge est basée sur l’album Lucky Luke contre Joss Jamon. Le maire de la ville rappelle Herbert Hoofer présent dans Le Pied-Tendre, dont on retrouve le personnage George le Barman. Le chef de la cavalerie a les traits de l’officier qui a un rôle important dans Le 20e de cavalerie, le colonel McStraggle, impitoyable avec le cavalier Grover McStraggle, son propre fils.
Le film apporte une idée originale absente des albums, la mise en scène par le dessin animé et et sa musique, de square dance dans le saloon, au son du violon, pour fêter des bonnes nouvelles, qui rythme le récit en revenant à trois reprises, comme un refrain, introduisant une plus forte participation féminine à la vie de la petite ville, à une époque où une autre BD, Astérix, fait aussi une part plus grande qu’avant à la gent féminine.
Le récit est également rythmé par la Une du journal local, le Daisy Town Herald et son reporter avec le stylo derrière l’oreille.

## Adaptations
- En 1991, l'histoire a été assez fidèlement adaptée dans le film Lucky Luke, de et avec Terence Hill.
- Daisy Town est la ville natale de Lucky Luke dans le film Lucky Luke (2009) de James Huth.

## Livres et bandes dessinées
Plusieurs ouvrages tirés de ce film sont parus.
- En 1971, paraît avec la sortie du film, un livre grand format chez Dargaud éditeur qui a pour titre Histoire d'un dessin animé - Lucky Luke. Ce livre est composé du récit du film illustré par des photos du film. À ce récit fait suite dans le même ouvrage, une succession de toutes les étapes de la construction du dessin animé au cinéma.
- En 1972, aux éditions PEG, offert par le réseau TOTAL, sort en format souple, le récit illustré du film (pas le même que dans le livre précédent) intitulé Lucky Luke - Daisy town.
- En 1983, sort Daisy Town, une bande dessinée retranscrite du film, dessinée par Pascal Dabère (du Studio Dargaud). Ce livre a le format album ordinaire et s'inscrit dans la collection standard (T20 chez Dargaud).

## Filmographie Lucky Luke
- 1967 : Les Dalton de Robert Valley (scopitone pour la chanson de Joe Dassin)
- 1971 : Lucky Luke (Daisy Town) de René Goscinny et Morris
- 1971 : Le Juge de Jean Girault
- 1974 : Atini seven kovboy d'Aram Gülyüz
- 1978 : La Ballade des Dalton de René Goscinny, Morris et Henri Gruel
- 1983 : Les Dalton en cavale
- 1991 : Lucky Luke de Terence Hill avec Terence Hill, Ron Carey
- 2003 : Les Dalton de Philippe Haïm avec Éric Judor, Ramzy Bedia
- 2007 : Tous à l'Ouest d'Olivier Jean-Marie avec les voix de Lambert Wilson, Clovis Cornillac et François Morel
- 2009 : Lucky Luke de James Huth avec Jean Dujardin.

## Autour du film
- La chanteuse Lulu Carabine apparaît dans le film, en référence aux 2 albums Dalton City et Western Circus.
- Le personnage de Colorado Bill est apparu au début et à la fin du film, en référence à l'album La Ville fantôme. C'est un rôle muet.
- Les personnages du Révérend Rawler Sinclair et du gros hargneux, qui a son pantalon baissé et n'est autre que le brave conducteur Hank Bully, sont apparus dans le film, en référence à l'album La Diligence. Ce sont des rôles muets.
- Le personnage de Joli Cœur fait une courte apparition dans le film, il n'est autre qu'un O'Timmins apparu dans l'album Les Rivaux de Painful Gulch.
- Le lieutenant apparu à la fin du film n'est autre que le Colonel McStraggle apparu dans le livre Le 20e de cavalerie.
- Le synopsis de ce film d'animation est repris dans le film Lucky Luke, réalisé et interprété en 1991 par Terence Hill.

## Postérité
Le film a inspiré le "festival western Daisy Town" organisé avec l’Association des amateurs de ranch, dans la municipalité de Saint-Éphrem, en Beauce.